# Janel Parrish
Pour les articles homonymes, voir Janelle et Parrish.
Janel Parrish, née le 30 octobre 1988 à Oahu à Hawaï est une actrice et chanteuse américaine.
Elle est surtout connue pour avoir incarné le rôle de Mona Vanderwaal dans la série télévisée Pretty Little Liars entre 2010 et 2017. Elle reprendra ce rôle dans le spin-off The Perfectionists en 2019. ainsi que pour le rôle de Jade dans Bratz : In-sé-pa-rables ! en 2007 .

## Carrière

### Actrice
Janel Parrish se fait connaître à Hawaï en remportant des concours de talents locaux. Elle commence sa carrière d'actrice avec le rôle de la « jeune Cosette » dans la compagnie nationale des Misérables puis plus tard, elle tient le même rôle pour cette même pièce adaptée à Broadway. Ce rôle lui permet de montrer son talent dans la comédie comme dans la chanson. Elle joue ensuite dans plusieurs pièces de théâtre à Hawaï.

En 1999, elle obtient son premier rôle à la télévision en jouant un petit rôle dans la mini-série La Vie secrète d'une milliardaire. Peu de temps après, elle a le rôle de Hina dans la série Alerte à Malibu le temps de deux épisodes. Elle joue ensuite dans un épisode de la sitcom The O'Keefes (en) puis dans d'autres séries telles que The Bernie Mac Show, Zoé et Newport Beach. En 2007, elle tient le rôle principal du film Bratz : In-sé-pa-rables ! puis apparaît dans trois épisodes de la série Heroes.

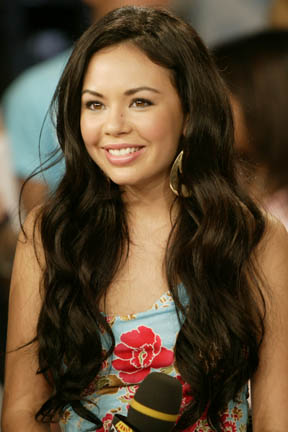
Janel Parrish en 2007.

En 2009, elle joue le rôle de Mona Vanderwaal dans la série télévisée Pretty Little Liars adaptée du roman Les Menteuses de Sara Shepard. La série est diffusée sur ABC Family à partir du 8 juin 2010. En mars 2012, il est annoncé que son personnage fait partie des personnages principaux dans la troisième saison de la série.
En 2018, Janel Parrish est annoncée comme étant personnage principal de la nouvelle série Pretty Little Liars: The Perfectionists, dérivée de Pretty Little Liars.

### Chanteuse
Janel Parrish joue du piano depuis l'âge de six ans. À quatorze ans, le 3 janvier 2003, elle chante On My Own (en) dans l'émission Star Search. Après avoir obtenu quatre étoiles de la part du jury jugeant sa performance comme étant seulement « bien », elle est éliminée face à Tiffany Evans qui a obtenu cinq étoiles.
En 2007, elle signe un contrat avec le label Geffen Records afin de produire son premier album. Son premier single est Rainy Day qu'elle écrit et compose elle-même, et dont le clip vidéo sort le 7 juillet 2007. Le single fait également partie de la bande originale du film Bratz : In-sé-pa-rables !. Elle fait une brève apparition dans le clip Rockstar de Prima J (en) ainsi que dans le clip de She Said, I Said de NLT. Elle participe également à la campagne #Makeithappy notamment en compagnie de Jordin Sparks et Victoria Justice en février 2015

### Autres activités

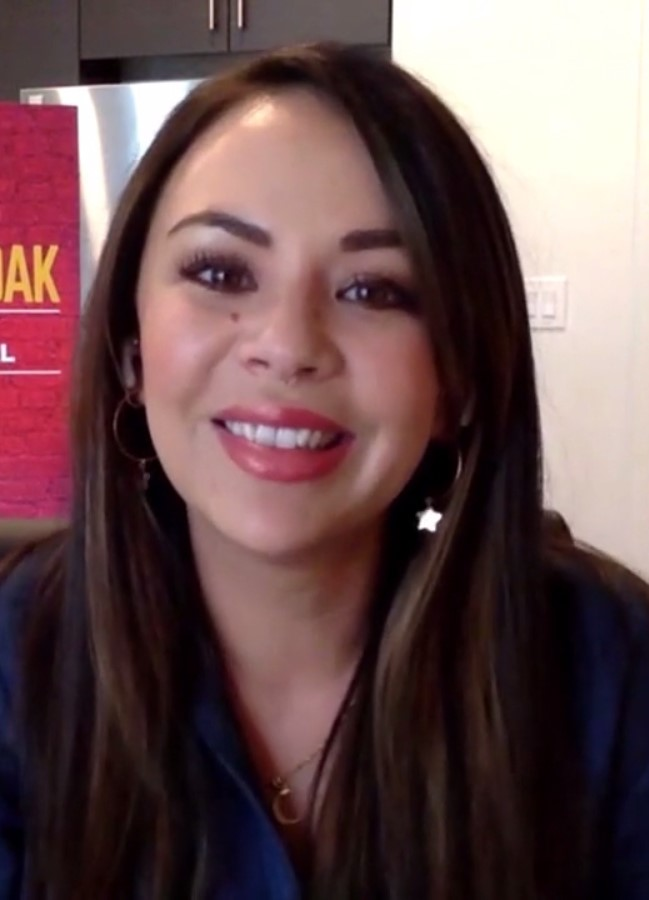
Janel Parrish en 2020.

En 2014 Janel Parrish participe à l'émission Dancing with the Stars, version américaine de Danse avec les stars où elle a terminé 3e. Son partenaire est Valentin Chmerkovskiy (en).

## Vie privée
Née à Oahu, à Hawaï, Janel est la fille cadette de Mark Phillip Parrish, un ancien garde du corps d'origine euro-américaine, et de Joanne Mew, une ancienne professeure de fitness qui a des ancêtres Han. Elle a une sœur aînée, Melissa Nohelani Parrish (née le 27 juillet 1980), qui travaille dans l'armée.
Janel a été la compagne de l'acteur, Payson Lewis, d'avril 2013 à octobre 2014,. Selon les rumeurs, Janel aurait quitté son ex-compagnon pour se mettre en couple avec son partenaire dans Dancing with the Stars, Valentin Chmerkovskiy (en), mais leur idylle s'est terminée en décembre 2014,,. En mai 2015, elle se met en couple avec le musicien, Justin Altamura, mais ils se sépareront au printemps 2016.
Le 23 octobre 2017, Janel annonce via un cliché posté sur Instagram ses fiançailles avec Chris Long, son compagnon depuis septembre 2016. Elle annonce sur Instagram qu’ils se sont mariés le 9 septembre 2018.

## Filmographie

### Cinéma
- 1999 : La Vie secrète d'une milliardaire (Too Rich: The Secret Life of Doris Duke) : Rôle inconnu
- 2007 : Bratz : In-sé-pa-rables ! (Bratz) : Jade
- 2009 : Sea, Sex and Fun (Fired Up) : Lana
- 2009 : April Showers : Vicki
- 2009 : Triple Dog : Cecily Gerber
- 2011 : One Kine Day : Leilani
- 2011 : 3 Sœurs unies par le mariage (4 Wedding Planners) : Hoku
- 2012 : Celeste and Jesse Forever : Savannah
- 2012 : The Concerto : Lisa Wagner
- 2018 : I'll Be Watching : Kate Riley
- 2018 : À tous les garçons que j'ai aimés (To All the Boys I've Loved Before) : Margot Song Covey
- 2018 : Hell Is Where the Home Is : Estelle
- 2018 : Tiger : Charlotte
- 2020 : À tous les garçons : P.S. Je t'aime toujours (To All the Boys : P.S. I Still Love You) de Susan Johnson (en) : Margot Song Covey
- 2020 : Mighty Oak : Gina Jackson
- 2021 : À tous les garçons : Pour toujours et à jamais (To All the Boys: Always and Forever, Lara Jean) de Michael Fimognari : Margot Song Covey

### Télévision

#### Téléfilms
- 2000 : Geppetto (en) : Elle-même
- 2014 : Adolescence tourmentée (High School Possession) : Lauren Brady
- 2020 : Un ange gardien pour Noël (Holly & Ivy) d'Erica Dunton : Melody
- 2021 : Près des yeux, près du cœur (Right in Front of Me) de Linda-Lisa Hayter : Carly
- 2021 : L'invité surprise de Noël (Coyote Creek Christmas) de David I. Strasser : Paige Parker

#### Séries télévisées
- 1999 : Alerte à Malibu (Baywatch) : Hina
- 2003 : The O'Keefes (en) : Vanessa
- 2004 : The Bernie Mac Show : Laura
- 2006 : Zoé : Sara
- 2006 : Newport Beach : Leah
- 2007 : Total Request Live : Elle-même
- 2007-2008 : Heroes : May (Saison 2)
- 2009 : True Jackson : Kyla
- 2010-2017 : Pretty Little Liars : Mona Vanderwaal
- 2012 : Hawaii 5-0 : Rebecca Fine
- 2013 : Drop Dead Diva : Chelsea Putnam
- 2015 : Les Mystères de Laura : Jilian Havenmeyer
- 2019 : Magnum P.I : Maleah
- 2019 : Pretty Little Liars: The Perfectionists : Mona Vanderwaal
- 2023 : XO, Kitty : Margot Song Covey

### Clips vidéos
- 2007 : She said, I said de NTL
- 2009 : Rainy Day
- 2015 : When It's Over, issu du film The Concerto
- 2015 : Lay Me Down, en duo avec Brian Justin Crum

## Distinctions

### Récompenses
- Teen Choice Awards :
  - 2012 :  Meilleure vilaine dans une série (pour Pretty Little Liars)
  - 2013 :  Meilleure vilaine dans une série (pour Pretty Little Liars)
  - 2016 :  Meilleure vilaine dans une série (pour Pretty Little Liars)
  - 2017 :  Meilleure vilaine dans une série (pour Pretty Little Liars)

### Nominations
- 2008 : Golden Raspberry Awards : Pire actrice (pour Bratz : In-sé-pa-rables !)
- 2013 : TV Guide Awards : Vilaine préférée (avec Keegan Allen pour Pretty Little Liars)
- 2014 : Teen Choice Awards : Meilleure vilaine dans une série (pour Pretty Little Liars)

## Voix francophones
En France, Geneviève Doang est la voix régulière de Janel Parrish depuis la série Pretty Little Liars en 2010. Audrey Sablé l'a également doublée à cinq reprises.
En France
| - Geneviève Doang dans : - Pretty Little Liars (série télévisée) - Drop Dead Diva (série télévisée) - Adolescence tourmentée (téléfilm) - Les Mystères de Laura (série télévisée) - Rush Hour (série télévisée) - Pretty Little Liars: The Perfectionists (série télévisée) - Un ange gardien pour Noël (téléfilm) - Mighty Oak - Audrey Sablé dans : - À tous les garçons que j'ai aimés - À tous les garçons : P.S. Je t'aime toujours - À tous les garçons : Pour toujours et à jamais - Cours et tire - XO, Kitty (série télévisée) | - Fily Keita dans : - L'invité surprise de Noël (téléfilm) - Un crush pour Noël (téléfilm) et aussi - Marion Koen dans Heroes (série télévisée) - Amélie Porteu de la Morandière dans Magnum (série télévisée, 1re voix) - Diane Kristanek dans Magnum (série télévisée, 2de voix) - Alice Taurand dans Noël est annulé |